# Due to High Expectations... The Flaming Lips Are Providing Needles for Your Balloons
Due to High Expectations... The Flaming Lips are Providing Needles for Your Balloons (xonocido como Providing Needles for Your Balloons) es un EP recopilatorio de la banda de rock estadounidense The Flaming Lips, lanzado en 1994.

## Lista de canciones
| N.º | Título                                             | Duración |  |
| 1.  | «Bad Days»                                         | 4:35     |  |
| 2.  | «Jets Part 2 (My Two Days as an Ambulance Driver)» | 3:50     |  |
| 3.  | «Ice Drummer»                                      | 4:25     |  |
| 4.  | «Put the Waterbug in the Policeman's Ear»          | 5:20     |  |
| 5.  | «Chewin' the Apple of Yer Eye» (En directo)        | 5:26     |  |
| 6.  | «Chosen One» (En directo)                          | 7:28     |  |
| 7.  | «Little Drummer Boy» (En directo)                  | 5:28     |  |
| 8.  | «Slow Nerve Action» (En directo)                   | 7:33     |  |